# Nailea Vidrio
Dalia Nailea Vidrio Sahagún (Guadalajara, Jalisco, 10 de marzo de 2003) es una futbolista mexicana que se desempeña como centrocampista, actualmente sin equipo.
Es hija del exfutbolista Manuel Vidrio. 

## Trayectoria

### Pachuca
Jugó, por primera vez, como profesional el 11 de agosto de 2017 (con 15 años de edad) en un encuentro entre el Pachuca y el Tijuana.

### León
Estuvo en el Bajío durante cuatro torneos.

### Cruz Azul
Llegó al Cruz Azul para el Apertura 2022, tras su paso por el León.

### Pachuca
En el torneo de Apertura 2023 ingresó como alta jugando como medio campista.

## Palmarés

### Campeonatos Nacionales
| Título          | Club    | País   | Año  |
| --------------- | ------- | ------ | ---- |
| Liga MX Femenil | Pachuca | México | 2025 |